# Leichtathletik-Weltmeisterschaften der Behinderten 2002/Teilnehmer (Österreich)
| stlisierte Goldmedaille | stlisierte Silbermedaille | stlisierte Bronzemedaille |
| ----------------------- | ------------------------- | ------------------------- |
| 4                       | 4                         | 1                         |

Das Österreichische Paralympische Committee (ÖPC) benannte zwei Sportlerinnen und zwölf Sportler zur Teilnahme an den Leichtathletik-Weltmeisterschaften der Behinderten 2002, die neun Medaillen errangen.

## Ergebnisse

### Frauen
| Athletin        | Wettbewerb        | Vorlauf / Vorkampf | Vorlauf / Vorkampf | Halbfinale   | Halbfinale | Finale       | Finale |
| Athletin        | Wettbewerb        | Zeit / Weite       | Rang               | Zeit / Weite | Rang       | Zeit / Weite | Rang   |
| --------------- | ----------------- | ------------------ | ------------------ | ------------ | ---------- | ------------ | ------ |
| Andrea Scherney | 100 m T44         | –                  | –                  | –            | –          | 14,72 s      | 6      |
| Andrea Scherney | Weitsprung F42-44 | –                  | –                  | –            | –          | 3,98 m       | 6      |
| Andrea Scherney | Kugelstoßen F44   | –                  | –                  | –            | –          | 10,26 m      |        |
| Andrea Scherney | Diskuswurf F42/44 | –                  | –                  | –            | –          | 31,07 m      |        |
| Evelyn Schmied  | Kugelstoßen F54   | –                  | –                  | –            | –          | 5,20 m       |        |
| Evelyn Schmied  | Diskuswurf F54    | –                  | –                  | –            | –          | 12,44 m      | 6      |
| Evelyn Schmied  | Speerwurf F54     | –                  | –                  | –            | –          | 10,09 m      | 5      |

### Männer
| Athleten              | Wettbewerb               | Vorlauf / Vorkampf | Vorlauf / Vorkampf | Halbfinale   | Halbfinale | Finale             | Finale |
| Athleten              | Wettbewerb               | Zeit / Weite       | Rang               | Zeit / Weite | Rang       | Zeit / Weite       | Rang   |
| --------------------- | ------------------------ | ------------------ | ------------------ | ------------ | ---------- | ------------------ | ------ |
| Klaus Felser          | 100 m T46                | –                  | –                  | 11,79 s      | 5          | nicht qualifiziert | 11     |
| Stefan Gaggl          | 100 m T46                | –                  | –                  | 11,96 s      | 5          | nicht qualifiziert | 14     |
| Stefan Gaggl          | 200 m T46                | –                  | –                  | 23,81 s      | 6          | nicht qualifiziert | 10     |
| Thomas Geierspichler  | 800 m Rennrollstuhl T52  | –                  | –                  | 2:16,96 min  | 1          | 2:15,68 min        |        |
| Gottfried Ferchl      | 800 m Rennrollstuhl T53  | –                  | –                  | 1:52,66 s    | 5          | 1:58,69 min        | 8      |
| Christoph Etzlstorfer | 1500 m Rennrollstuhl T52 | –                  | –                  | –            | –          | 4:35,83 min        | 6      |
| Thomas Geierspichler  | 1500 m Rennrollstuhl T52 | –                  | –                  | –            | –          | 4:15,99 min        |        |
| Christoph Etzlstorfer | 5000 m Rennrollstuhl T52 | –                  | –                  | –            | –          | 15:51,96 min       | 6      |
| Thomas Geierspichler  | 5000 m Rennrollstuhl T52 | –                  | –                  | –            | –          | 14:10,30 min       |        |
| Christoph Etzlstorfer | Marathon T52             | –                  | –                  | –            | –          | 2:09,08 h          | 4      |
| Thomas Geierspichler  | Marathon T52             | –                  | –                  | –            | –          | 2:00:41 h CR       |        |
| Gottfried Ferchl      | Marathon T54             | –                  | –                  | –            | –          | 1:38,51 h          | 20     |
| Willibald Monschein   | Kugelstoßen F11          | –                  | –                  | –            | –          | 13,01 m            |        |
| Bernhard Eitzinger    | Kugelstoßen F35          | –                  | –                  | –            | –          | 9,63 m             | 6      |
| Wolfgang Dubin        | Kugelstoßen F36          | –                  | –                  | –            | –          | 11,81 m            |        |
| Dietmar Schmee        | Kugelstoßen F44          | –                  | –                  | –            | –          | 12,73 m            | 7      |
| Bil Marinkovic        | Diskuswurf F12           | –                  | –                  | –            | –          | 36,29 m            | 9      |
| Bernhard Eitzinger    | Diskuswurf F35           | –                  | –                  | –            | –          | 29,63 m            | 8      |
| Wolfgang Dubin        | Diskuswurf F36           | –                  | –                  | –            | –          | 29,65 m            | 4      |
| Bil Marinkovic        | Speerwurf F11            | –                  | –                  | –            | –          | 41,22 m            | 7      |
| Bernhard Eitzinger    | Speerwurf F35            | –                  | –                  | –            | –          | 25,00 m            | 6      |
| René Schwarz          | Kugelstoßen F54          | –                  | –                  | –            | –          | 6,93 m             | 13     |
| Georg Tischler        | Kugelstoßen F54          | –                  | –                  | –            | –          | 8,10 m             | 8      |
| René Schwarz          | Diskuswurf F54           | –                  | –                  | –            | –          | 20,56 m            | 16     |
| Georg Tischler        | Diskuswurf F54           | –                  | –                  | –            | –          | 24,12 m            | 7      |
| Georg Tischler        | Speerwurf F54            | –                  | –                  | –            | –          | 21,43 m            | 9      |